# Ektenie

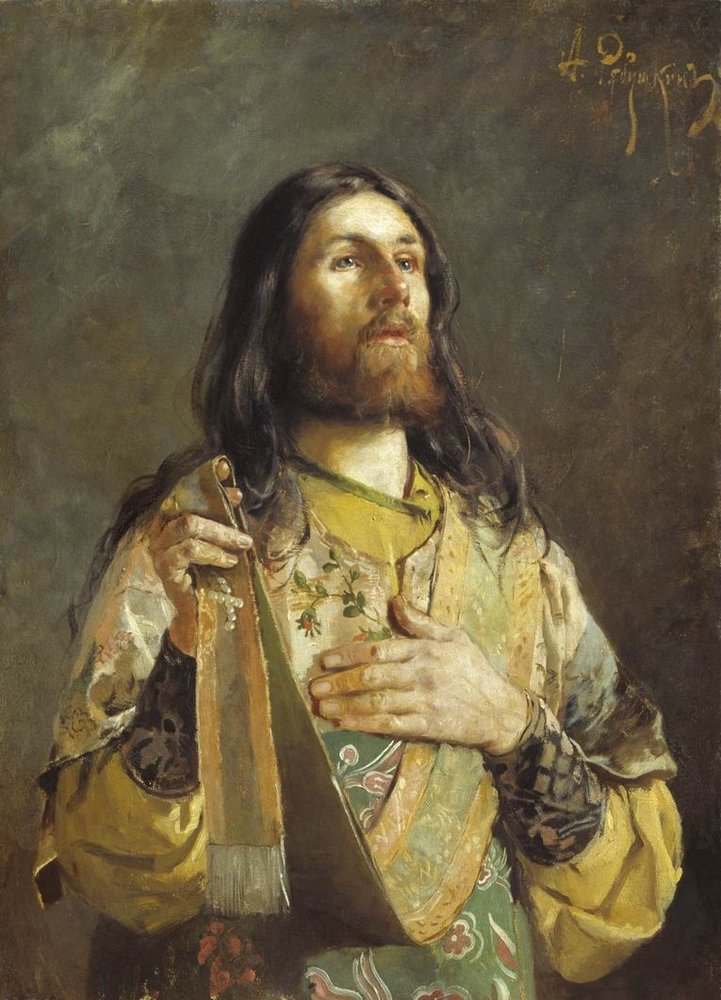
Pravoslavný jáhen se modlí ektenii.

Ektenie (z řeckého ἐκτενής ektenés) je soubor modliteb, užívaných v bohoslužbách východních církví (tedy v řeckokatolické a pravoslavné církvi, např. v rámci Liturgie svatého Jana Zlatoústého). Existuje několik druhů ektenií, např. velká, malá, za zesnulé, za katechumeny apod.

## Charakteristika
Modlitby přednáší jáhen, nebo kněz, pokud není jáhen k dispozici. Sbor na ně odpovídá „Pane, smiluj se“, resp. „Daruj nám, Pane“. Ektenie končí zvoláním kněze, na které sbor odpovídá „Amen“.
V římskokatolické církvi se ektenie nemodlí, místo nich existuje obdobný typ modliteb, zvaných litanie, které však mají využití jako akathist, nikoli jako ektenie.